# Valdis Valters
Valdis Valters (Riga, 4 agosto 1957) è un ex cestista e allenatore di pallacanestro lettone, fino al 1991 sovietico.
Entrambi i suoi figli, Kristaps e Sandis, hanno seguito le orme del padre.

## Carriera
Con l'Unione Sovietica ha disputato due edizioni dei Campionati mondiali (1982, 1986) e quattro dei Campionati europei (1981, 1983, 1985, 1987).